# Päronbryum
Päronbryum (Bryum sauteri) är en bladmossart som beskrevs av Bruch och W. P. Schimper in B.S.G. 1846. Päronbryum ingår i släktet bryummossor, och familjen Bryaceae. Enligt den svenska rödlistan är arten otillräckligt studerad i Sverige. Arten förekommer i Nedre Norrland. Artens livsmiljö är jordbrukslandskap. Inga underarter finns listade i Catalogue of Life.